# Río Ulla
El río Ulla es un río español del noroeste de la península ibérica que desemboca en el océano Atlántico a través de la ría de Arosa. 

## Curso
El río nace en la parroquia de Olveda en el municipio de Antas de Ulla, provincia de Lugo si bien el lugar exacto está discutido y varía significativamente según la fuente que se consulte. 
El lugar del nacimiento del río Ulla, que mana bajo la raíz de un árbol en los montes de Olveda, con un caudal estimado inferior al litro por segundo ha sido estudiado por un geógrafo de la Universidade de Santiago de Compostela, Horacio García, el encargado de desvelar el misterio en un artículo publicado en la revista Cairón, editada por el Instituto de Estudos Ulloáns (Fuente  Voz de Galicia, (05 feb 2022)https://www.lavozdegalicia.es/noticia/galicia/2022/02/05/localizado-antas-punto-exacto-nace-rio-ulla/0003_202202G5P8991.htm.
Su curso limita las provincias de La Coruña y Pontevedra desembocando en la ría de Arosa a la altura de Catoira tras recorrer 136,7 km.
Su cuenca es de 2764 km², la segunda más importante de Galicia después de la del Miño y una de las más salmoneras. 
Sus aguas son retenidas por el embalse de Portodemouros.
Entre sus recursos piscícolas se encuentra también la trucha, la anguila y la lamprea.
Aparece descrito en el decimoquinto volumen del Diccionario geográfico-estadístico-histórico de España y sus posesiones de Ultramar de Pascual Madoz con las siguientes palabras:

ULLA: r. de Galicia; nace en la prov. de Lugo y part. jud. de chantada, entre las felig. de San Andrés de Rial, del ayunt. de Antas, y San Cristóbal de Vilorde que pertenece al de Monterroso: corre al puente de Merces é inclinándose al NE. llega al de Ramil, despues de habérsele unido por la der. el r. Pambre que trae origen del monte y sierra de Corno do boy. Desde su confluencia con el Pambre marcha de E. á O. sirviendo de línea divisoria á las prov. de la Coruña y Pontevedra, y en térm. de Barazon recibe al Furelos: pasa desde aqui á Bergondo donde se le incorpora el Iso: continua su curso hasta llegar á Herbon y cambiando al SO. encuentran al puente de Cesures, desde donde es navegable hasta desembocar en la ria de Arosa, en cuyo tránsito y no muy distante del puente recoge las aguas del Sar y Sareta ó sea r. de Padron. El Ulla si bien en su origen es poco caudaloso, se enriquece con los infinitos arroyos y riach. que se le unen por ambas márg. y que seria molesto enumerar: el puente mas notable de los que lo cruzan es el de Cesures: en lo general sus aguas no se utilizan para el regadio, ni dan impulso á otros artefactos que molinos harineros y algunos batantes; pero proporciona bastante pesca aun antes de tocar en el térm. de Padron: desde aqui, ó sea desde el puente de Cesures puede decirse principia la ria de Arosa (V.)
(Madoz, 1849, pp. 211-212)

## Etimología
Según E. Bascuas, «Ulla» es una forma de origen paleoeuropeo, derivada de la raíz indoeuropea *wel- 'hacer girar, dar vueltas'. Este topónimo figura registrado en el año 906 como (fluvius) Volia, el cual derivaría de una forma anterior *Wulia.

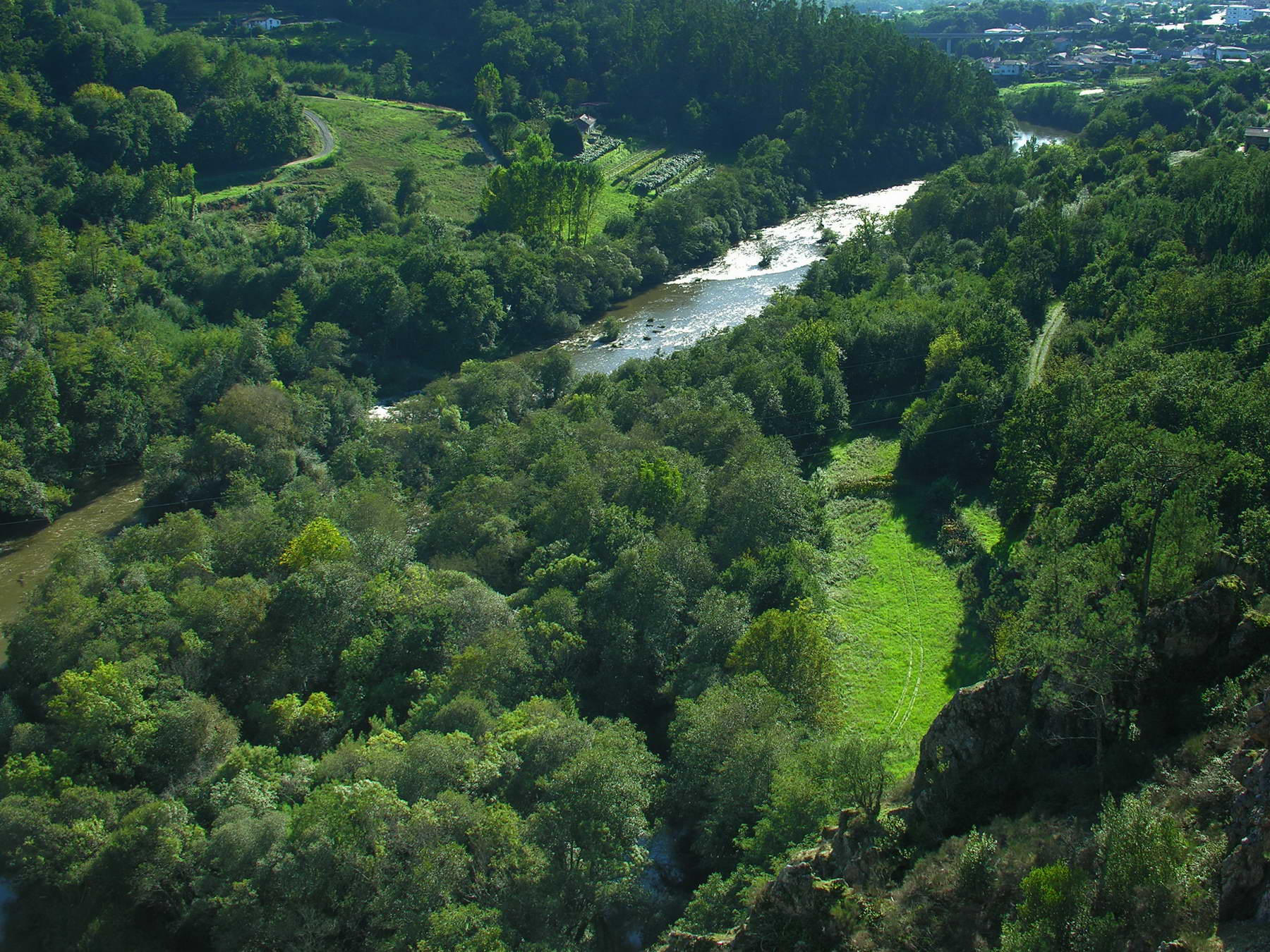
El río Ulla desde el desfiladero de Fonte da Cova.

## Influencia cultural

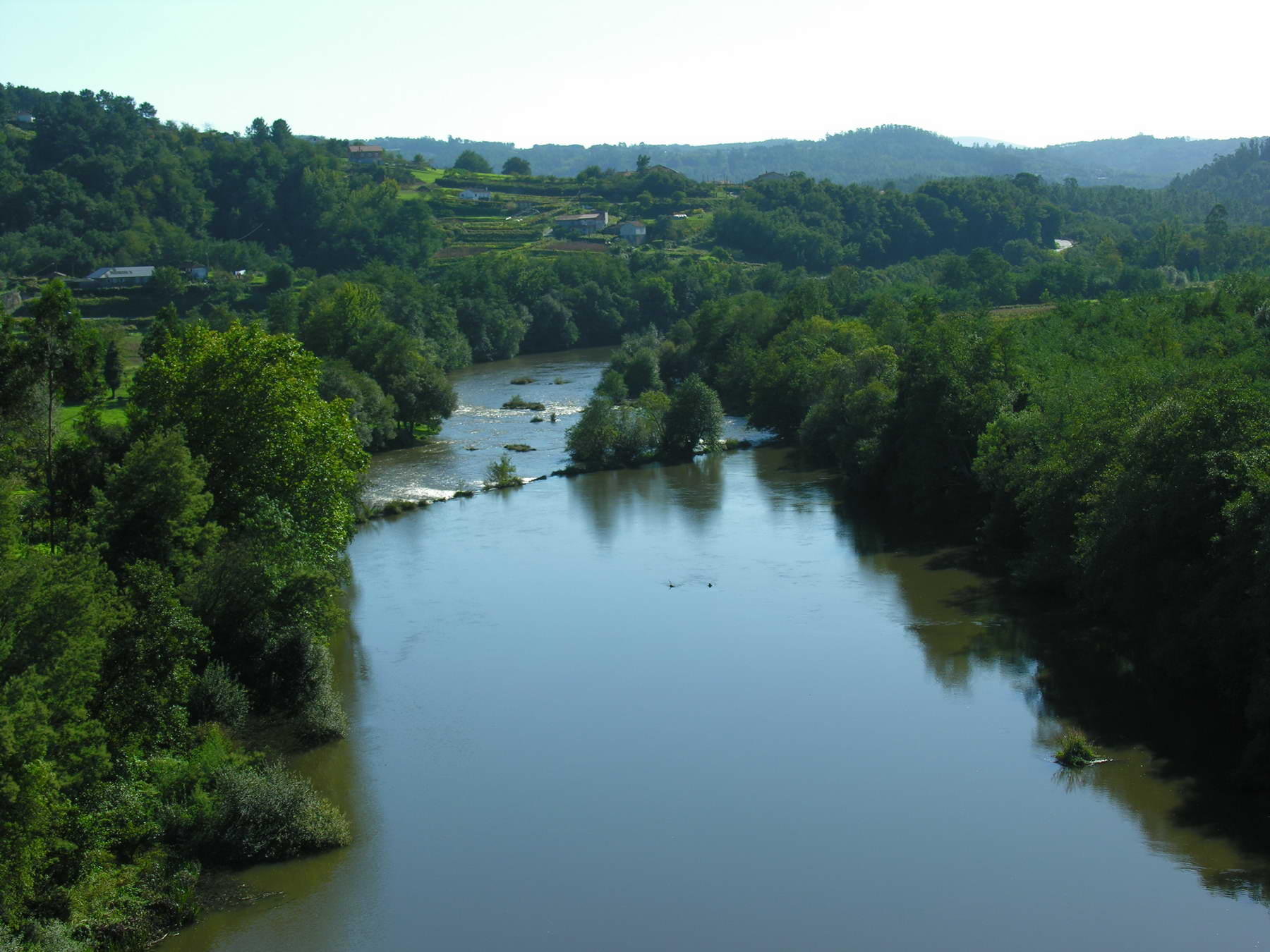
El Río Ulla está muy vinculado históricamente a la vida social de Vedra.

El Ulla está enmarcado dentro del Sistema Fluvial Ulla-Deza, considerada de interés comunitario y declarada como zona de especial protección de los valores naturales por el Decreto 72/2004, de 2 de abril (propuesta para la Rede Natura 2000).
Tiene gran importancia histórica e influencia en la vida social y económica de los ayuntamientos por los que pasa. Hace a su vez de frontera natural entre varios ayuntamientos y las provincias de La Coruña y Pontevedra. Su cuenca es de 2764 km², la segunda más importante de Galicia después de la del Miño y una de las más salmoneras. Entre sus recursos piscícolas se encuentra también la trucha, la anguila y la lamprea. Históricamente el Ulla ha sido uno de los destinos preferidos por pescadores para la captura del salmón. Ya en el siglo XIX los turistas ingleses viajaban a Galicia con este fin. La guerra civil marcó un parón en esta costumbre pero se reactivó en los años 60. Durante las épocas de mayor presencia de peces en el río, se vivían escenas sociales de gran relevancia social. Un ejemplo de ello fue las conocidas «redadas», que consistían en soltar una red a lo ancho el río y cercar la mayor cantidad de peces en una de las orillas, donde luego se sacaban con toda comodidad. Estos eventos se vivían como auténticos festejos y a menudo los medios locales de la época se hacían eco de ello. Otro hecho importante y de gran trascendencia que demuestra la importancia y las posibilidades del río Ulla fue el traslado de madera cortada en San Miguel de Sarandón, más de 4.000 troncos, que el empresario José Pérez Dávila en 1883 decidió trasladar río abajo hasta Puentecesures. Esta práctica que ya se realizaba en algunos ríos de la España de entonces, era casi desconocida en Galicia, y posiblemente fuese la primera. Se tardaron dieciocho días y se necesitó de un número elevado de personas para llevar a cabo tal hazaña.
La construcción del embalse de Portodemouros, la falta de inversión y la contaminación asociadas a la minería pusieron fin al turismo y a una significativa reducción de las especies en el río. En el lugar de Ximonde, parroquia de San Miguel de Sarandón se encuentra uno de los cotos de pesca más importantes de Galicia, el coto de Ximonde. En el mismo lugar existe también un refugio de pescadores con un pequeño centro de interpretación del río, una estación ictiológica de cría y reproducción y un pequeño salto-cascada.

## Afluentes
Sus dos afluentes principales por la izquierda son el Arnego y el Deza. Por la derecha recibe las aguas del Pambre, Furelos y cerca de su desembocadura el Sar. Un poco antes de recibir las aguas del Pambre forma las torrentes de Mácara.
- Río Pambre[14]
- Río Seco[14]
- Río Furelos[15][14]
- Río Arnego[12]
- Río Iso[16]
- Río Prevediños[17]
- Río Deza[18]
  - Río Asneiro, afluente del río Deza.[19]
  - Río Toja, afluente del río Deza.[19]
- Río Lavandelo[14]
- Río Liñares[15]
- Río Pereiro
- Río Vea[20]
- Río Santa Lucía[15]
- Rego Castrelo[21]
- Río Sar[18]
- Rego Salgueirón[22]
- Río Valga[15]
- Río Louro[15]
- Río de San Lufo / Río de Vigo[23]
- Río Catoira[24]
- Río Gundín[14]
- Río Besoña[14]
- Río Ponte Vilela[15]
- Río Caragón[15]
- Río Barreiro[15]
- Río Peizal[15]
- Río Beseña[15]
- Río Muiños[15]
- Río Marque[15]
- Río Buxos[15]
- Río Bugueiras[15]
- Río Lañas[16]
  - Río Portapego, afluente del río Lañas.[25]
- Río Boente[16]
- Río Brandelos[26]
- Río Freixido[19]
- Río Saímes[27]